# 1954年コモンウェルスゲームズ
1954年大英帝国イギリス連邦競技大会（British Empire and Commonwealth Games）は1954年7月30日から8月7日までカナダ、ブリティッシュコロンビア州、バンクーバーで行われたコモンウェルスゲームズの第5回大会である。この大会より、それまでの大会名称の「大英帝国競技大会」に「イギリス連邦（コモンウェルス）」が加わった。市の北東部にあるヘイスティングスパークのエンパイア・スタジアムをメイン会場に開催された。
1マイル競走には、ともに1マイル4分を切るライバル同士だったイングランドのロジャー・バニスターとオーストラリアのジョン・ランディが出場、この直接対決は「ミラクル・マイル」と呼ばれ、テレビで国際生中継された。

## 参加の国と地域

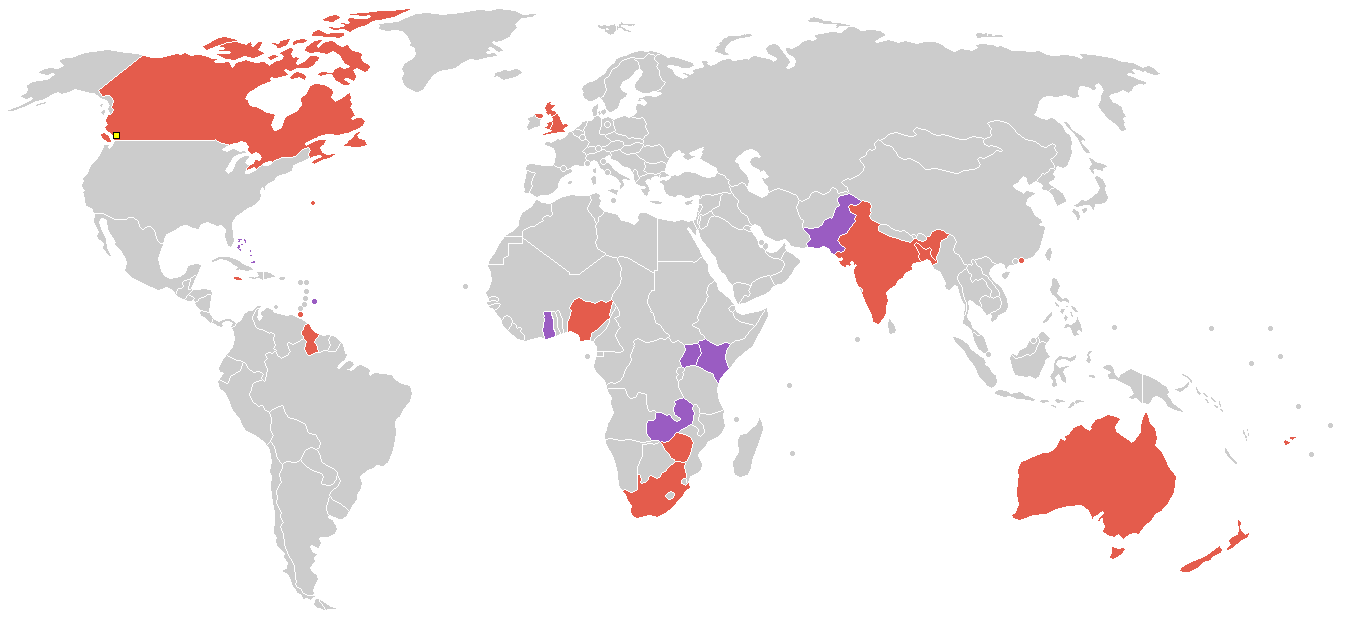
参加国・地域

バハマ、バルバドス、ゴールドコースト（現在のガーナ）、ケニア、北ローデシア（現在のザンビア）、パキスタン、ウガンダが新たに加わり、24の国と地域が参加した。
- イギリス領ウガンダ
- イギリス領ギアナ
- イギリス領ゴールドコースト
- イギリス領ジャマイカ
- イギリス領ナイジェリア
- イギリス領バルバドス
- イングランド
- インド
- ウェールズ
- オーストラリア
- カナダ
- 北アイルランド
- 北ローデシア
- ケニア
- スコットランド
- トリニダード・トバゴ
- ニュージーランド
- パキスタン
- バハマ
- バミューダ
- フィジー
- 香港
- 南アフリカ連邦
- 南ローデシア

## 実施競技
- 陸上競技
- ボクシング
- ローンボウルズ
- 自転車競技
- ボート競技
- 競泳
- レスリング
- 重量挙げ

## メダル獲得数
| 順 | 国・地域             | 金 | 銀 | 銅 | 計  |
| -- | -------------------- | -- | -- | -- | --- |
| 1  | イングランド         | 23 | 24 | 20 | 67  |
| 2  | オーストラリア       | 21 | 11 | 17 | 49  |
| 3  | 南アフリカ連邦       | 16 | 6  | 14 | 36  |
| 4  | カナダ               | 9  | 21 | 14 | 44  |
| 5  | ニュージーランド     | 7  | 7  | 5  | 19  |
| 6  | スコットランド       | 6  | 2  | 5  | 13  |
| 7  | 南ローデシア         | 3  | 6  | 3  | 12  |
| 8  | トリニダード・トバゴ | 2  | 2  | 0  | 4   |
| 9  | 北アイルランド       | 2  | 1  | 0  | 3   |
| 10 | ナイジェリア         | 1  | 3  | 3  | 7   |
| 11 | パキスタン           | 1  | 3  | 2  | 6   |
| 12 | ウェールズ           | 1  | 1  | 5  | 7   |
| 13 | ジャマイカ           | 1  | 0  | 0  | 1   |
| 14 | バルバドス           | 0  | 1  | 0  | 1   |
| 14 | イギリス領香港       | 0  | 1  | 0  | 1   |
| 14 | イギリス領ウガンダ   | 0  | 1  | 0  | 1   |
| 17 | イギリス領ギアナ     | 0  | 0  | 1  | 1   |
| 17 | 北ローデシア         | 0  | 0  | 1  | 1   |
|    | 合計                 | 93 | 90 | 90 | 273 |